# Anatolij Sass
Anatolij Fomicz Sass (ros. Анатолий Фомич Сасс, ur. 22 grudnia 1935 w Moskwie, zm. 31 sierpnia 2023 tamże) – rosyjski wioślarz reprezentujący ZSRR, mistrz olimpijski.

## Kariera
Wystąpił na igrzyskach olimpijskich w Tokio w 1964, gdzie w czwórkach bez sternika zajął siódme miejsce. Na rozgrywanych cztery lata później igrzyskach olimpijskich w Meksyku wspólnie z Aleksandrem Timoszyninem zdobył złoty medal w dwójkach podwójnych. W finale o 0,98 sekundy wyprzedzili Holendrów, a o 2,39 sekundy pokonali osadę USA.
Ponadto zdobył srebrny medal w dwójkach podwójnych na mistrzostwach Europy w Duisburgu (1965).
Był Absolwentem Państwowego Centralnego Instytutu Kultury Fizycznej im. Lenina. Zdobywał mistrzostwo kraju w jedynkach w 1967 i w dwójkach podwójnych w 1968. Odznaczony Orderem Czerwonego Sztandaru Pracy oraz tytułem Zasłużonego Mistrza Sportu ZSRR.